# Oswald Adolf Erich
Oswald Adolf Erich (* 27. Juli 1883 in Berlin; † 25. April 1946 in Potsdam) war ein deutscher Maler und Volkskundler. Von 1943 bis 1945 war er kommissarischer Direktor des Staatlichen Museums für deutsche Volkskunde in Berlin.

## Leben
Oswald Adolf Erich wurde am 27. Juli 1883 in Berlin geboren. 1905 und 1906 studierte er Philosophie und Kunstgeschichte in München und Berlin. Es folgte ein Studium der Malerei und Grafik an der Akademie der Bildenden Künste München, Staatlichen Hochschule für bildende Künste Berlin und ab circa 1906 in Paris. Bis 1915 war Erich als Kunstmaler und Kunstsammler in Berlin und Potsdam tätig. Zwischen 1915 und 1917 leistete er Kriegsdienst im Ersten Weltkrieg. Im Anschluss war er bis 1919 als Künstler in der Schweiz tätig. Erich kehrte dann wieder in seine Heimat zurück: 1920 bis 1925 war er Mitarbeiter der Disconto-Gesellschaft in Potsdam und arbeitete weiterhin als Maler. 
An der Berliner Universität studierte Erich 1926 bis 1929 Kunstgeschichte, Archäologie und Germanistik, bevor er dort 1929 promoviert wurde.
Um 1932 wurde Erich freiwilliger wissenschaftlicher Hilfsarbeiter für die Sammlung für deutsche Volkskunde in Berlin; 1934 war er wissenschaftlicher Hilfsarbeiter. In der Folge war er am Staatlichen Museum für deutsche Volkskunde angestellt: Bis 1937 als wissenschaftlicher Hilfsarbeiter, 1937 bis 1943 als wissenschaftlicher  Angestellter. Im Jahr 1942 beteiligte sich Erich an der Ausgrabung auf der Burg von Lebus. Nach dem Tod von Konrad Hahm leitete Erich als kommissarischer Direktor das Museum bis zum Ende des Zweiten Weltkriegs. Unter seiner Leitung stand die Auslagerung der Sammlungsbestände im Mittelpunkt der Tätigkeit des Museums. Darüber hinaus tätigte Erich auch Ankäufe, die aber zusammen mit den im Magazin verbliebenen Beständen durch die Luftangriffe auf Berlin zu großen Teilen zu Verlusten wurden. Bis zu seinem Tod am 25. April 1946 ging Erich in Potsdam freier künstlerischer und wissenschaftlicher Tätigkeit nach.

## Publikationen (Auswahl)

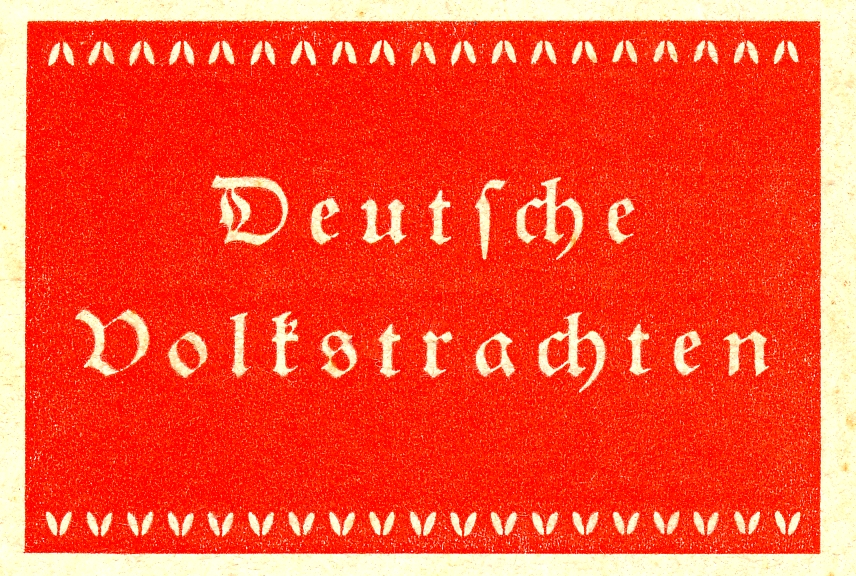
Oswald Adolf Erich: Deutsche Volkstrachten, Leipzig 1934 (Umschlagtitel)

- Die Darstellung des Teufels in der christlichen Kunst. (= Kunstwissenschaftliche Studien. Band 8 / Zugleich: Dissertation). Deutscher Kunstverlag, Berlin 1931 (Digitalisat im Internet Archive).
- Deutsche Volkstrachten. Bibliographisches Institut, Leipzig 1934, DNB 573031452.
- mit Richard Beitl: Wörterbuch der Deutschen Volkskunde. Kröner, Leipzig 1936, DNB 579750388.
- als Herausgeber: Minerva-Handbücher. Ergänzungen zu Minerva. Jahrbuch der gelehrten Welt. Abteilung 3: Die deutschen Museen mit besonderer Berücksichtigung der Heimatmuseen. 2 Bände. De Gruyter, Berlin 1939–1942, DNB 01505649X.
  - Band 1: Die Museen in Bayern.  De Gruyter, Berlin 1939, DNB 954265378.
  - Band 2: Die Museen in Nordwest-Deutschland. Braunschweig, Bremen, Hamburg, Hannover (nebst Bückeburg), Oldenburg und Schleswig-Holstein.  De Gruyter, Berlin 1942, DNB 954265416.
- Ton und Töpfer. Hillger, Berlin/Leipzig 1942, DNB 579750361.